# Richard Danzig
Richard Jeffrey Danzig (Nueva York, 8 de septiembre de 1944) es un político y abogado estadounidense que se desempeñó como 71.º Secretario de la Armada durante la presidencia de Bill Clinton.Fue asesor del presidente Barack Obama durante su campaña presidencial y más tarde fue presidente del grupo de expertos en seguridad nacional, el Centro para una Nueva Seguridad Estadounidense.

## Primeros años
Nació en Nueva York en 1944 y asistió a Bronx High School of Science, donde se graduó en 1961. Recibió una licenciatura en 1965 de Reed College, un doctorado en Derecho en 1971 por la Escuela de Derecho Yale, una licenciatura en Filosofía en 1967 y un doctorado en Filosofía en 1968 por el Magdalen College de la Universidad de Oxford, donde fue becario Rhodes. Después de graduarse de la facultad de derecho, se desempeñó como asistente legal del juez de la Corte Suprema de los Estados Unidos, Byron White.

## Carrera

### Como profesor
Entre 1972 y 1977, enseñó derecho contractual en las universidades de Stanford y Harvard. Recibió un premio de la Sociedad de Becarios de Harvard y una beca de la Fundación Rockefeller. De 1977 a 1981, se desempeñó en la Oficina del Secretario de Defensa (OSD), primero como Subsecretario Adjunto y luego como Subsecretario Adjunto Principal de Defensa para Recursos Humanos, Asuntos de Reserva y Logística. En 1981, recibió el Premio al Servicio Público Distinguido de la Defensa.

### Como funcionario público

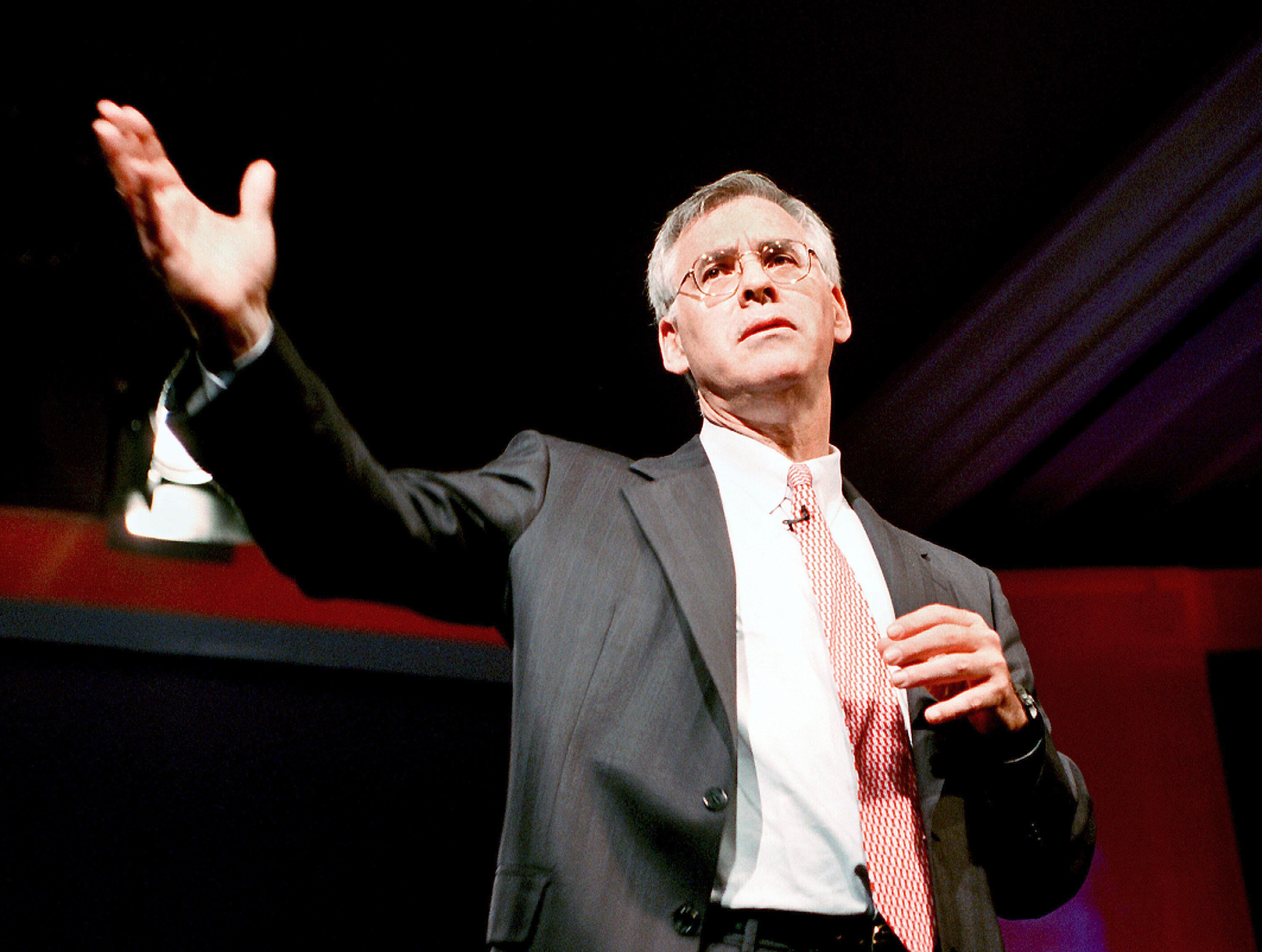
Danzig pronuncia su discurso de apertura en la conferencia anual de innovación Red Herring, en Carlsbad, California, el 30 de octubre de 2000.

Entre 1977 y 1981, se desempeñó como Subsecretario Adjunto de Defensa y luego como Subsecretario Adjunto Principal de Recursos Humanos, Asuntos de Reserva y Logística.
De 1981 a 1993, fue socio de la oficina de Washington D. C., del bufete de abogados internacional Latham & Watkins. Se desempeñó como vicepresidente del Grupo de Práctica Internacional de la firma y también como director de su Grupo de Japón. También fue director de la National Semiconductor Corporation, fideicomisario de Reed College y director interino de litigios y luego vicepresidente del International Human Rights Law Group. Durante este tiempo, fue coautor, junto con el distinguido analista de políticas Peter Szanton, del libro Servicio Nacional: ¿Qué significaría? Una década antes, Szanton había sido director del Instituto RAND de Nueva York, una empresa conjunta de la ciudad y la Corporación RAND cuando Danzig llegó a esa oficina como estudiante de derecho. El libro del que Danzig y Szanton fueron coautores ayudó a dar forma al actual sistema de Servicio Nacional civil de Estados Unidos.
Se desempeñó como Subsecretario de Marina desde noviembre de 1993 hasta mayo de 1997. En 1994, fue elegido miembro de la Academia Nacional de Administración Pública. Posteriormente prestó juramento como 71.º Secretario de la Armada el 16 de noviembre de 1998. En el período entre estos dos trabajos, él y su esposa, Andrea, vivieron en Asia y Europa mientras el se desempeñaba como miembro itinerante del Centro para la Economía Política Internacional y como profesor adjunto en la Escuela Maxwell de Ciudadanía y Asuntos Públicos de la Universidad de Siracusa.

## Últimos años
En 2007 y 2008, trabajó para la campaña del senador Obama como asesor en cuestiones de seguridad nacional. Ha sido director de National Semiconductor Corporation y Human Genome Sciences Corporation.
En 2014, pronunció la quinta conferencia sobre seguridad cibernética de la Fundación Sloan en la Escuela Politécnica de Ingeniería de la Universidad de Nueva York, basada en su publicación "Sobrevivir con una dieta de frutas envenenadas: reducir los riesgos de seguridad nacional de las dependencias cibernéticas de Estados Unidos".
Actualmente es presidente de la junta directiva del Centro para una Nueva Seguridad Estadounidense, un grupo de expertos independiente. También es miembro de la Junta de Política de Defensa, un comité asesor federal del Departamento de Defensa de los Estados Unidos, y es miembro principal del Laboratorio de Física Aplicada de la Universidad Johns Hopkins. También sirvió como miembro del Consejo Asesor de Seguridad Nacional, pero renunció el 18 de julio de 2018 por decisiones de inmigración para separar familias.

## Vida personal
Vive junto a su esposa Andrea en Washington D. C. y tienen dos hijos adultos, David y Lisa.